# Afrocloetus
Afrocloetus (лат.) — род жуков-гибосорид из подсемейства Ceratocanthinae (Hybosoridae). Кения и Танзания, Африка. Известно 2 вида. Способны к сворачиванию в шар.

## Описание
Мелкие жуки-гибосориды (около 5 мм), тело широкое, куполообразное узловатый, матовое, коричневато-чёрный или чёрный жук. На надкрыльях имеются ряды грубых бугорков и/или килей. Верхняя глазная область отсутствует. Щёчный кант нечёткий, первый антенномер усиковой булавы с внешней поверхностью почти полностью голый. Взрослые особи похожи на представителей рода Congomostes из гвинейско-конголезских лесов. Встречаются в лесной подстилке. Способны к сворачиванию в шар путём отклонения головы и переднеспинки и прижимания ног.

## Систематика
Известно 2 вида. Род был впервые описан в 1968 году. Включён в состав трибы Ceratocanthini из подсемейства Ceratocanthinae (Hybosoridae).
- Afrocloetus forshagei Ballerio, 2006[4]
- Afrocloetus gibbosus Petrovitz, 1968